# Axel Bågenholm
Axel Bågenholm (i riksdagen kallad Bågenholm i Hasselfors), född 29 april 1827 i Karlstad, död 21 november 1885 på Bålby herrgård i Skagershults församling, Örebro län, bruksdisponent, major och riksdagsman.
Han var son till Carl Magnus Bågenholm och Lovisa Papke. Efter avslutad skolgång sökte sig Bågenholm till armén där han utnämndes till underlöjtnant vid Nerikes regemente 1846, löjtnant 1854, kapten 1861 i samband med avskedet från regementet utnämndes han till major i armén 1872. Han anställdes 1859 av grevinnan Henriette Wachtmeister som bruksdisponent och ledare för Hasselfors bruks AB där han under sina tjugosex år som ledare satte prägel på bruket och jordbruket. Han var som var vanligt vid den tiden flitigt anlitad av olika föreningar och organisationer, bland annat var han under många år ledamot av Örebro läns landsting och Skagershults socken dessutom var han ledamot i styrelsen för Örebro läns
skogsskola vid Prästerud och direktör för Örebro läns brandstodsbolag.
Vid sidan av din tjänst vid Hasselfors ägde han egendomen Hjärsta i Längbro socken där han vistades ofta på äldre dagar. Han råkade under en åktur ut för en olycka som ledde till att han några dagar senare avled. Vid dödsfallet efterträddes han av löjtnanten Fabian De Geer. Under åren 1876–1878 var han ledamot av Sveriges riksdag i andra kammaren för Edsbergs, Grimstens och Hardemo härader.